# Paolo Yurivilca
 Paolo Cesar Yurivilca Calderón (né le 23 avril 1996 à Huancayo) est un athlète péruvien, spécialiste de la marche.

## Biographie
Sur 20 km, son record personnel, également record national, est de 1 h 21 min 49 s obtenu à Rome en 2016[réf. nécessaire]